# Adam Stockhausen
Adam Stockhausen (ur. 30 listopada 1972) – amerykański scenograf filmowy.

## Filmografia
- 2007: Margot jedzie na ślub
- 2007: Pociąg do Darjeeling
- 2008: 8
- 2008: Synekdocha, Nowy Jork
- 2009: Stan gry
- 2010: Dzień jak co dzień
- 2010: Tak to się teraz robi
- 2010: Zbaw mnie ode złego
- 2011: Krzyk 4
- 2012: Kochankowie z Księżyca. Moonrise
- 2012: Zniewolony. 12 Years a Slave
- 2014: Grand Budapest Hotel